# Tramacastilla
Tramacastilla ist ein Ort und eine Gemeinde (municipio) mit 130 Einwohnern (Stand: 2024) im Südwesten  der Provinz Teruel in der Autonomen Region Aragonien im östlichen Zentralspanien.

## Lage und Klima
Der Ort Tramacastilla liegt am Oberlauf des Río Guadalaviar im Süden des Iberischen Gebirges etwa 53 km (Fahrtstrecke) nordwestlich der Stadt Teruel in einer Höhe von ca. 1260 m. Das Klima ist gemäßigt bis warm; Regen (ca. 520 mm/Jahr) fällt übers Jahr verteilt.

## Bevölkerungsentwicklung
| Jahr      | 1857 | 1900 | 1950 | 2000 | 2017 |
| Einwohner | 453  | 432  | 358  | 124  | 107  |

Die Mechanisierung der Landwirtschaft sowie die Aufgabe bäuerlicher Kleinbetriebe und der daraus resultierende Verlust an Arbeitsplätzen haben in der zweiten Hälfte des 20. Jahrhunderts zu einem deutlichen Bevölkerungsrückgang (Landflucht) geführt.

## Wirtschaft
Die Gemeinde lebte jahrhundertelang ausschließlich vom Getreideanbau (Gerste und Weizen), der hauptsächlich zur Selbstversorgung betrieben wurde; auch Viehhaltung (Schafe, Ziegen, Hühner) fand in geringem Maße statt. Der Ort Tramacastilla diente als merkantiles, handwerkliches und kulturelles Zentrum für die inzwischen zumeist verschwundenen Weiler (pedanías) und Einzelgehöfte (fincas) in seiner näheren Umgebung. Heute spielt die Landwirtschaft immer noch die wichtigste Rolle; Einnahmen aus dem Tourismus gibt es kaum.

## Geschichte
Im 1. Jahrtausend v. Chr. siedelten in der Region wahrscheinlich keltiberische Stammesgruppen der Lobetaner. Römische und westgotische Spuren wurden bislang nicht entdeckt. In der Phase des allmählichen Zerfalls des Kalifats von Córdoba gründete die Berber-Dynastie der Banu Racin ein kurzlebiges Taifa-Emirat mit der Hauptstadt Albarracín. Im frühen 13. Jahrhundert wurde der Ort christlich.

## Sehenswürdigkeiten

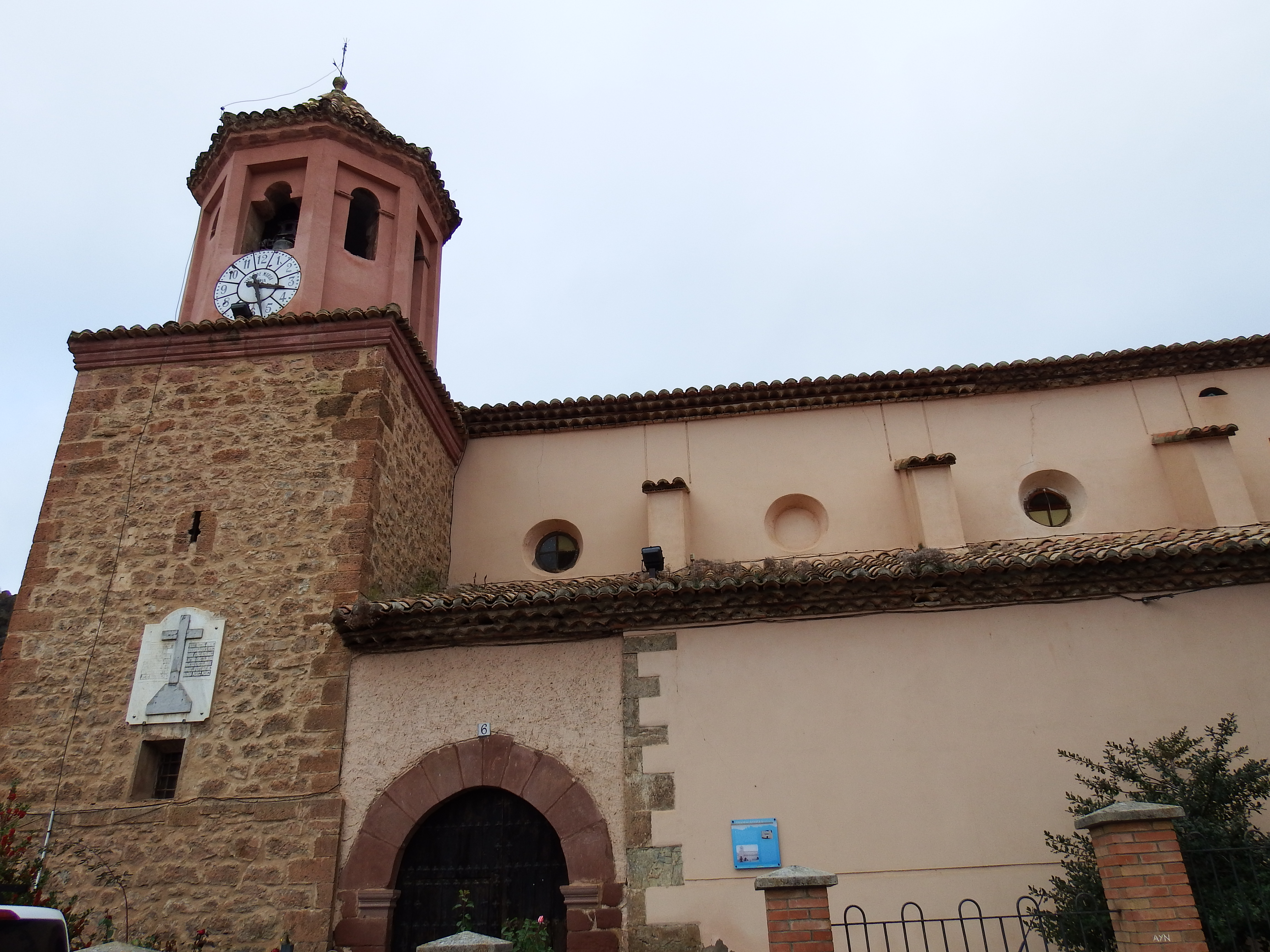
Kirche

- Die Iglesia de Santa Ana hatte einen Vorgängerbau, von dem noch das Untergeschoss des Glockenturmes erhalten ist. Der heutige dreischiffige Bau stammt aus dem ausgehenden 17. Jahrhundert. Das Mittelschiff hat ein Stichkappengewölbe, die Seitenschiffe sind kreuzgratgewölbt.[4][5]
- Die Ermita de Santa María Magdalena steht am Ortsrand; es ist ein kleiner Bau aus Bruchsteinen aus dem frühen 18. Jahrhundert.[6]
- Die Ermita de San Sebastián (auch San Roque) stammt vielleicht noch aus dem 16. Jahrhundert; sie steht auf dem örtlichen Friedhof.[7]